# خانه محمودفتح (ذوالریاستین)
خانه محمودفتح (ذوالریاستین) مربوط به دوره قاجار است و در شیراز، محله سرباغ، کوچه خانقاه، پ ۹۲ واقع شده و این اثر در تاریخ ۱۰ خرداد ۱۳۸۲ با شمارهٔ ثبت ۸۶۶۳ به‌عنوان یکی از آثار ملی ایران به ثبت رسیده است.